# Underworld (loạt phim)
Loạt phim Thế giới ngầm (tên phát hành tiếng Anh: Underworld) gồm 05 phim là Thế giới ngầm (Underworld) phát hành năm 2003, Thế giới ngầm 2 (Underworld: Evolution) phát hành vào năm 2006, Thế giới ngầm 3: Sự trỗi dậy của người sói (Underworld: Rise of the Lycans) phát hành vào năm 2009, Thế giới ngầm 4: Thức giấc (Underworld: Awakening) phát hành vào năm 2012 và Thế giới ngầm 5: Trận chiến đẫm máu (Underworld: Blood Wars) phát hành vào năm 2016 là loạt phim hành động, kinh dị của Hoa Kỳ do đạo diễn Len Wiseman và Patrick Tatopoulos thực hiện, phim mô tả về trận chiến giữa Vampire Ma cà rồng và Lycan Ma sói.
Loạt phim phản ánh cuộc đấu tranh, thù hận giữa ma cà rồng và ma sói từ quá khứ đến hiện tại, mốc thời gian bắt đầu phim là năm 1202 tại Châu Âu thời Trung cổ khi các lãnh chúa phong kiến muốn tiêu diệt ma sói và xuyên suốt đến thời kỳ hiện đại, cuộc đấu tranh giữa các thế lực này vẫn diễn ra ác liệt trong thế giới ngầm dưới lòng đất nhưng với sự góp mặt của các vũ khí hiện đại như đạn bạc, đạn chứa Nitrat. Cội nguồn của cuộc chiến và hận thù là do tham vọng của những người đứng đầu, từ đó kéo theo cả thế hệ hiện tại.

## Nội dung
Underworld (2003)
Underworld kể về câu chuyện của Selene (Kate Beckinsale), được gọi là Death Dealer, chuyên tìm và tiêu diệt Lycans (người sói) vì cô nghĩ bọn chúng đã giết chết gia đình cô. Cô phát hiện ra rằng Lycans đang theo đuổi một con người có tên Michael Corvin. Selene chụp ảnh Michael để hỗ trợ việc tìm ra những Lycans. Trên đường đi, Selene không chỉ phát hiện ra âm mưu nổi loạn để tiêu diệt ma cà rồng của Lucian, mà còn là một bí mật gây sốc về người cha nuôi của mình, Viktor.
Ma cà rồng, người sói, và Lycans không sinh vật siêu nhiên, mà là sản phẩm của một virus.
Alexander Corvinus là người bất tử đầu tiên. Ông là người sống sót duy nhất sau khi một bệnh dịch hạch đã quét sạch ngôi làng của mình. Bằng cách nào đó, cơ thể của ông đã có thể biến đổi các vi rút, nấm mốc trở thành lợi ích của riêng mình. Ông có ba con trai, hai người trong số họ thừa hưởng sự bất tử vì đã bị cắn bởi người dơi và một của sói.
Underworld: Evolution (2006)
Trong Underworld: Evolution, Selene đưa Michael đến một ngôi nhà an toàn và có kế hoạch trở lại sau khi Marcus tỉnh giấc. Trước khi cô có thể trở lại, Marcus đối mặt với cô, đã được đánh thức bởi máu của nhà khoa học Lycan là Singe sau khi ông đã bị giết chết. Marcus dường như không quan tâm để giúp Selene và muốn ăn cắp ký ức của cô để biết thông tin. Trong khi chạy trốn khỏi Marcus, Selene và Michael phát hiện ra rằng Marcus là ma cà rồng đầu tiên, và rằng ông có kế hoạch để giải phóng người anh bị giam cầm của ông là William, người sói đầu tiên và man rợ nhất.
Underworld: Rise of the Lycans (2009)
Underworld: Rise of the Lycans là một bộ phim Mỹ năm 2009 của đạo diễn Patrick Tatopoulos. Đây là phần thứ ba (thứ tự thời gian đầu tiên) trong loạt phim Underworld, tập trung chủ yếu về nguồn gốc của một số nhân vật và các sự kiện dẫn đến cuộc chiến ma cà rồng - Lycan, được miêu tả trong bộ phim trước đây là Underworld và Underworld: Evolution.
Trong bộ phim, người sói ban đầu là con thú không kiểm soát được, không thể lấy lại hình dạng con người một khi đã bị cắn. Tuy nhiên, có một người sói độc thân đã sinh ra bởi một con người và người sói. Người này mang víu đột biến ban đầu, nó cho phép ông luân phiên giữa hình dạng con người và người sói. Ông tên Lucian, được Viktor đặt tên là " người đầu tiên của Lycans ".
Ma cà rồng sử dụng Lycans làm nô lệ và lao động vào ban đêm. Tuy nhiên, con gái của Viktor, Sonja, và Lucian đã yêu và cô ấy đã có thai. Lucian, lãnh đạo Lycan, dẫn đầu một cuộc nổi dậy sau khi Viktor giết Sonja để ngăn chặn sự pha trộn nồi giống của các loài. Sau đó, Kraven tấn công cùng một thỏa thuận với Lucian, trong đó Lucian sẽ giả chết và cho phép Kraven tạm ứng. Với mục tiêu là giết chết những người lớn tuổi trong dòng dõi ma cà rồng và chiến tranh kết thúc. Tuy nhiên nó đã thất bại do sự thiếu tin cậy và tráo trở của cả hai người đàn ông.
Underworld: Awakening (2012)
Bộ phim thứ tư trong series Underworld là Underworld: Awakening, phát hành dưới định dạng 3D, được đạo diễn bởi Måns Mårlind và Björn Stein, biên kịch John Hlavin và phát hành vào ngày 20 tháng 1 năm 2012. Kate Beckinsale trở lại trong vai Selene. Phát hành của bộ phim sẽ không được giống như bất kỳ bộ phim trước đây. Sản xuất bắt đầu tháng 3 năm 2011 tại Vancouver với Tom Rosenberg, Gary Lucchesi, và Len Wiseman sản xuất.
Kate Beckinsale, ngôi sao của hai phần đầu tiên sẽ trở lại trong vai trò chính của mình là ma cà rồng Selene. Trốn thoát khỏi ngục tù sau khi bị dóng băng, Selene thấy mình đang trong một thế giới mà con người đã phát hiện ra sự tồn tại của cả Ma cà rồng và Lycan họ đang tiến hành một cuộc chiến tranh nhầm mục đích tiêu diệt cả hai loài bất tử.
Selene cũng biết rằng cô ấy có một cô con gái lai sinh ra trong khi cô đang bị giam cầm.
Underworld: Blood Wars (2016)
Đây là bộ phim thứ năm của chuỗi phim Underworld đình đám. Ra mắt lần đầu vào năm 2016 và được đạo diễn bởi Anna Foerster. Bộ phim sẽ tiếp nối câu chuyện của phần thứ tư.